# Anthony Santasiere
Anthony Edward Santasiere (New York, 9 dicembre 1904 – Hollywood, 13 gennaio 1977) è stato uno scacchista statunitense.
Principali risultati:
- 1924:  terzo a New York, dietro a Frank Marshall e Carlos Torre;
- 1928:  vince a Buffalo il campionato dello Stato di New York;
- 1930:  pari primo a Utica nel campionato dello Stato di New York;
- 1933:  terzo nel campionato dello Stato di New York, dietro a Fred Reinfeld e Reuben Fine;
- 1943:  pari primo a Ventnor City con Shainswit;
- 1944:  secondo nel 45º U.S. Open di Boston, dietro a Reshevsky;
- 1949:  secondo nel U.S. Open diOmaha;
- 1953:  pari primo con Giuseppe Primavera nel torneo internazionale di Milano, davanti a Enrico Paoli ed altri;[1]

Nel 1945 partecipò al Radio-Match USA-URSS, ma perse entrambe le partite contro David Bronstein.
Nel 1957 vinse una partita contro il giovane Bobby Fischer (14 anni) nell'open di West Orange.
Nel 1968 ha tenuto una simultanea su 21 scacchiere a Miami Beach, con il risultato di +16 =3 –2 (4 vinte per forfait). 
L'apertura eccentrica 1. Cf3 d5 2. b4 è nota come "Santasiere's Folly".
Santasiere ha scritto molti articoli di scacchi sulla rivista American Chess Bulletin e alcuni libri, tra cui:
- The Futuristic Chess opening: Santasiere's Folly
- The Romantic King's Gambit - Analysis and Games